# 1986-os labdarúgó-világbajnokság (döntő)
Az 1986-os labdarúgó-világbajnokság döntőjét a mexikóvárosi Estadio Azteca stadionban rendezték, amely 1986. június 29-én helyi idő szerint 12 órakor kezdődött. A mérkőzés két résztvevője az 1978-as világbajnok Argentína és az akkor korábbi kétszeres világbajnok NSZK volt. A találkozó győztese nyerte a 13. labdarúgó-világbajnokságot.
Argentína 2–0-ra vezetett, de az NSZK egyenlített, végül a dél-amerikai csapat még egy gólt szerezve, 3–2-re megnyerte a mérkőzést és a világbajnokságot.

## Történelmi érdekességek
A világbajnokságok történetében ezen a döntőn volt a legtöbb sárga lap, a 2010-es fináléig. Az 1986-os döntőn a játékvezető hat sárga lapot osztott ki.
Az NSZK az ötödik vb-döntőjét játszotta, amely 1986-ban rekord volt.

## Út a döntőig

### Eredmények
| Csapat      | M | Gy | D | V | G+ | G– | Gk | P |
| ----------- | - | -- | - | - | -- | -- | -- | - |
| Argentína   | 3 | 2  | 1 | 0 | 6  | 2  | +4 | 5 |
| Olaszország | 3 | 1  | 2 | 0 | 5  | 4  | +1 | 4 |
| Bulgária    | 3 | 0  | 2 | 1 | 2  | 4  | –2 | 2 |
| Dél-Korea   | 3 | 0  | 1 | 2 | 4  | 7  | –3 | 1 |

| Csapat  | M | Gy | D | V | G+ | G– | Gk | P |
| ------- | - | -- | - | - | -- | -- | -- | - |
| Dánia   | 3 | 3  | 0 | 0 | 9  | 1  | +8 | 6 |
| NSZK    | 3 | 1  | 1 | 1 | 3  | 4  | –1 | 3 |
| Uruguay | 3 | 0  | 2 | 1 | 2  | 7  | –5 | 2 |
| Skócia  | 3 | 0  | 1 | 2 | 1  | 3  | –2 | 1 |

## A mérkőzés
| 1986. június 29. 12:00 (20:00) |

| Argentína                            | 3–2               | NSZK                      |
| ------------------------------------ | ----------------- | ------------------------- |
| Brown 23' Valdano 56' Burruchaga 84' | (1–0) Jegyzőkönyv | Rummenigge 74' Völler 81' |

| Estadio Azteca, Mexikóváros Nézőszám: 114 600 Játékvezető: Romualdo Arppi Filho (brazil) |

| Argentína | NSZK |

| KA                   | 18 | Nery Pumpido        | 85' |     |
| S                    | 5  | José Luis Brown     |     |     |
| KV                   | 9  | José Cuciuffo       |     |     |
| KV                   | 19 | Oscar Ruggeri       |     |     |
| VKP                  | 2  | Sergio Batista      |     |     |
| JKP                  | 14 | Ricardo Giusti      |     |     |
| KKP                  | 7  | Jorge Burruchaga    |     | 90' |
| KKP                  | 12 | Héctor Enrique      | 81' |     |
| BKP                  | 16 | Julio Olarticoechea | 77' |     |
| TKP                  | 10 | Diego Maradona      | 17' |     |
| KCS                  | 11 | Jorge Valdano       |     |     |
| Cserék:              |    |                     |     |     |
| V                    | 21 | Marcelo Trobbiani   |     | 90' |
| Szövetségi kapitány: |    |                     |     |     |
| Carlos Bilardo       |    |                     |     |     |

| KA                   | 1  | Harald Schumacher     |     |     |
| S                    | 17 | Ditmar Jakobs         |     |     |
| KV                   | 4  | Karlheinz Förster     |     |     |
| KV                   | 2  | Hans-Peter Briegel    | 62' |     |
| JSZV                 | 14 | Thomas Berthold       |     |     |
| BSZV                 | 3  | Andreas Brehme        |     |     |
| KKP                  | 6  | Norbert Eder          |     |     |
| KKP                  | 8  | Lothar Matthäus       | 21' |     |
| TKP                  | 10 | Felix Magath          |     | 65' |
| KCS                  | 11 | Karl-Heinz Rummenigge |     |     |
| KCS                  | 19 | Klaus Allofs          |     | 45' |
| Cserék:              |    |                       |     |     |
| CS                   | 9  | Rudi Völler           |     | 45' |
| CS                   | 20 | Dieter Hoeneß         |     | 62' |
| Szövetségi kapitány: |    |                       |     |     |
| Franz Beckenbauer    |    |                       |     |     |

| Partjelzők: Erik Fredriksson (svéd) Berny Ulloa Morera (Costa Rica-i) |

| Az 1986-os labdarúgó-világbajnokság győztese |
| -------------------------------------------- |
| · Argentína · 2. cím                         |